# جنگل کاج کوهستان
جنگل کاج کوهستان (به لاتین: The Mountain pine forest) یک جنگل در روسیه است که در Sengileevsky area, Ulyanovsk, Russia واقع شده‌است.